# O, se den lilla kämpahär
O, se den lilla kämpahär är en gammal sång som den lilla utbrytarorganisationen Svenska Frälsningsarmén tagit från den internationella Frälsningsarmén i Sverige. Texten bearbetades omkring 1900 och 1986. Ursprungligen började texten "O se Guds tappra frälsningshär" men för att passa bättre in sedan Svenska Frälsningsarmén associerat sig med dåvarande Svenska Missionsförbundet, skrevs texten om för att passa bättre in där.

## Publicerad som
- Nummer 661 i Psalmer och Sånger under rubriken "Att leva av tro - Verksamhet - kamp - prövning".[1]